# Eleccions legislatives noruegues de 1915

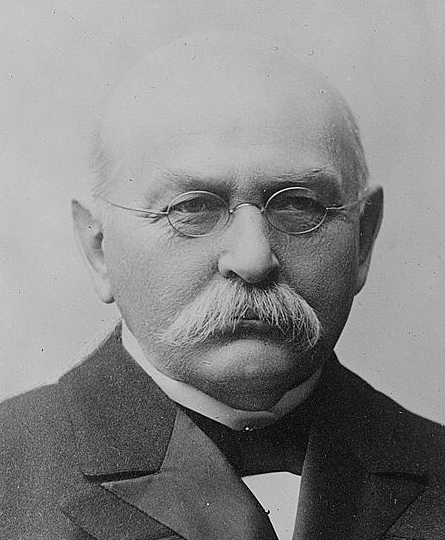
Guinard Knudsen, fou escollit primer ministre.

Les eleccions legislatives noruegues de 1915 se celebraren el 21 d'octubre per a renovar els 123 membres del Storting, el parlament de Noruega. Els que obtingueren més escons foren els liberals i el seu cap Gunnar Knudsen detingué el càrrec de primer ministre de Noruega en un govern de coalició.

## Suports
| Diari                         | Partit recolzat | Partit recolzat  |
| ----------------------------- | --------------- | ---------------- |
| Arbeidets Rett                |                 | Partit Laborista |
| Glommendalens Social-Demokrat |                 | Partit Laborista |
| Hortens Avis                  |                 | Partit Liberal   |
| Vestfold Arbeiderblad         |                 | Partit Laborista |

## Resultats
|         |                            |         |       |          |        |  |
| Partits | Partits                    | Vots    | Vots  | Escons   | Escons |  |
| Partits | Partits                    | #       | %     | #        | ±      |  |
|         | Partit Liberal             | 204,243 | 33.07 | 74 / 123 | 4      |  |
|         | Partit Laborista Noruec    | 198,111 | 32.07 | 19 / 123 | 4      |  |
|         | Partit Conservador         | 179,028 | 28.98 | 20 / 123 | =      |  |
|         | Partit d'Esquerra Liberal  | 179,028 | 28.98 | 1 / 123  | 4      |  |
|         | Laboristes Demòcrates      | 25,658  | 4.15  | 6 / 123  | =      |  |
|         | Associació Agrària Noruega | 6,351   | 1.03  | 1 / 123  | Nou    |  |
|         | Independents               |         |       | 2 / 123  | Nou    |  |
|         | Total                      | 100%    | 100%  | 123      | 123    |  |